# Polykarp Starý
Polykarp Starý (26. ledna 1858 Plzeň — 23. května 1907 Praha) byl český vojenský lékař, plukovník, literárně činný jako dramatik, novelista a překladatel. Věnoval se též překladatelské činnosti.

## Život
Narodil se v Plzni v západních Čechách, vychodil zde zdejší gymnázium. Následně vystudoval Lékařskou fakultu Karlo-Ferdinandovy univerzity v Praze. Odpromoval roku 1884. Narukoval do císařské armády, roku 1886 zde dosáhl hodnosti plukovníka. Jakožto vojenský lékař postupně působil v Praze, Kotoru, Krivosiji, Hradci Králové a Těšíně, posléze se navrátil zpět do Prahy. V letech 1887 až 1892 pobýval postupně v Itálii, Francii, Anglii, Belgii, Německu, Dánsku a Nizozemí.
Roku 1902 byl jmenován vrchním štábním lékařem v pražské vojenské nemocnici.
Za svou celoživotní práci obdržěl roku 1902 Zlatý záslužný kříž a roku 1904 Rytířský kříž řádu Františka Josefa.
Zemřel 23. května 1907 v Praze ve věku 49 let. Pohřben byl v rodinném hrobě na Olšanských hřbitovech. Zanechal po sobě ženu a syna.

## Dílo
Ve své tvorbě se zaměřoval především na novelistickou a povídkovou tvorbu. Rovněž se zabýval překladatelstvím.
- Magdalena (1892)
- Z arény žití (1883)

### Časopisecká tvorba
- Stará panna (1889) — fejeton

## Ocenění
- Zlatý záslužný kříž